# Polanka nad Odrou (przystanek kolejowy)
Polanka nad Odrou – przystanek kolejowy w Ostrawie (w dzielnicy Polanka nad Odrou), w kraju morawsko-śląskim, w Czechach. Przystanek znajduje się na wysokości 220 m n.p.m. i leży na linii kolejowej nr 270.